# Jardines de Albia
Los jardines de Albia tienen una extensión de 6000 metros cuadrados y se encuentran en el barrio de Abando de Bilbao.

## Distribución
Se dividen en dos partes:
1. La mayor de 4500 metros cuadrados, los jardines de Albia propiamente dichos.
2. La menor de 1500, conformada por la plaza de San Vicente.

Ambas se hallan separadas por la calle Ibáñez de Bilbao. Tienen un hermoso y frondoso arbolado, en el que predominan los plátanos, que alcanzan alturas similares a los edificios que los rodean.
En la primera parte, la mayor, pueden contemplarse tres estatuas:
1. En su parte más próxima al Palacio de Justicia, una estatua de Sabino Arana Goiri, fundador del Partido Nacionalista Vasco.
2. Más hacia el centro, un estanque presidido por la figura de una mujer con sus brazos en alto sosteniendo una ánfora por la que sale un chorro de agua.
3. Y, junto a la Alameda de Mazarredo, la estatua del escritor Antonio Trueba.

En la segunda parte, la menor, llamada plaza de San Vicente, se halla una imagen de la Virgen Inmaculada, del autor Agustín de la Herrán. Rodean estos jardines la iglesia de San Vicente Mártir, el Kafe Antzokia, la Casa de Socorro del Ensanche, el hotel Jardines de Albia así como el edificio Albia.
En la calle Ibáñez de Bilbao, se halla la sede central del PNV, en donde se encontraba la casa natal de Sabino de Arana y Goiri, su fundador; en la calle Pedro Ibarretxe, el nuevo Palacio de Justicia y, en la esquina de las calles Colón de Larreátegui y Berástegui, el célebre Café Iruña, fundado por el navarro Severo Unzúe Donamaría, precisamente el día de San Fermín de 1903. Distribuido en 300 metros cuadrados de planta, lucen sus azulejos y el total de su decoración neomudéjar.

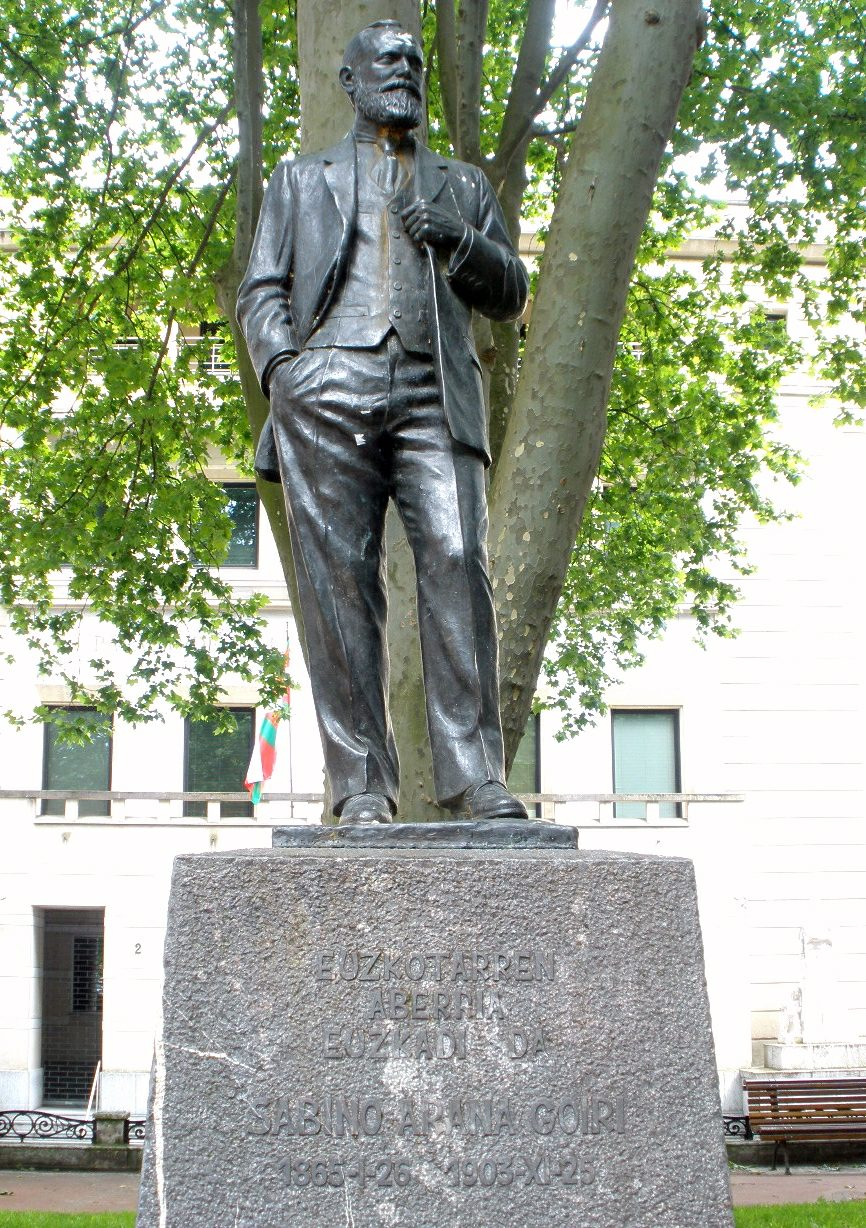
Estatua de Sabino Arana
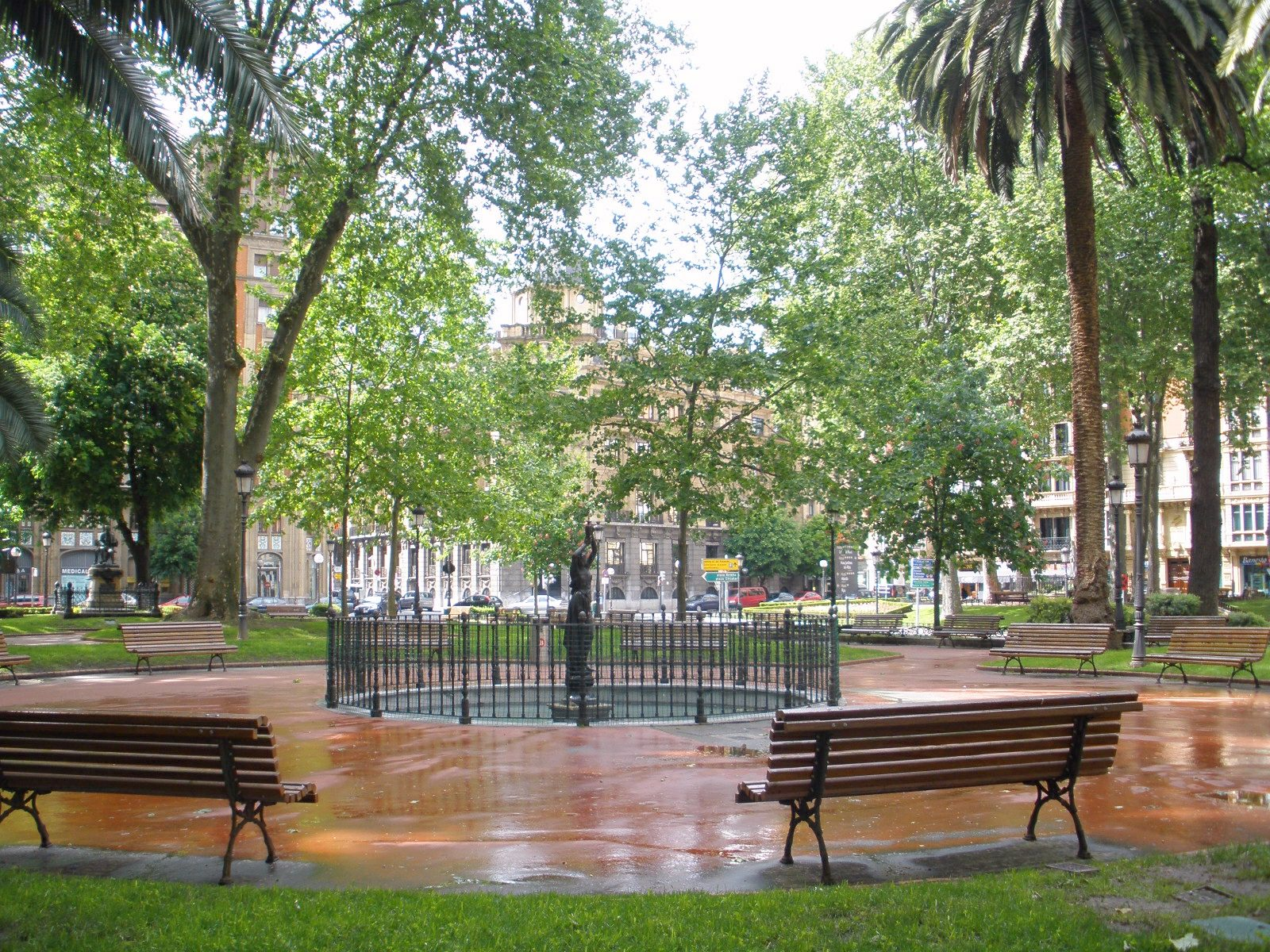
Estanque presidido por una estatua femenina
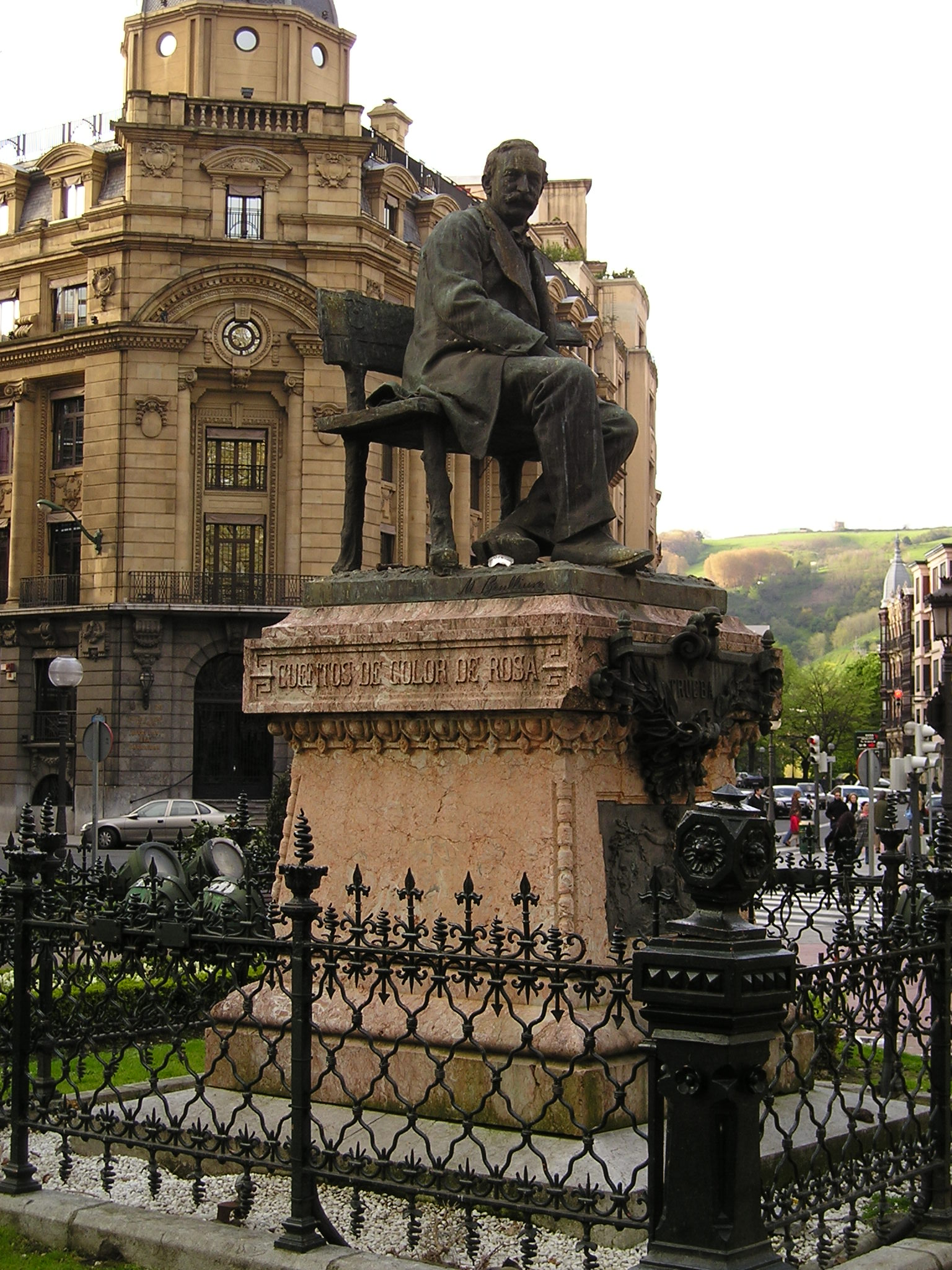
Monumento a Antonio Trueba
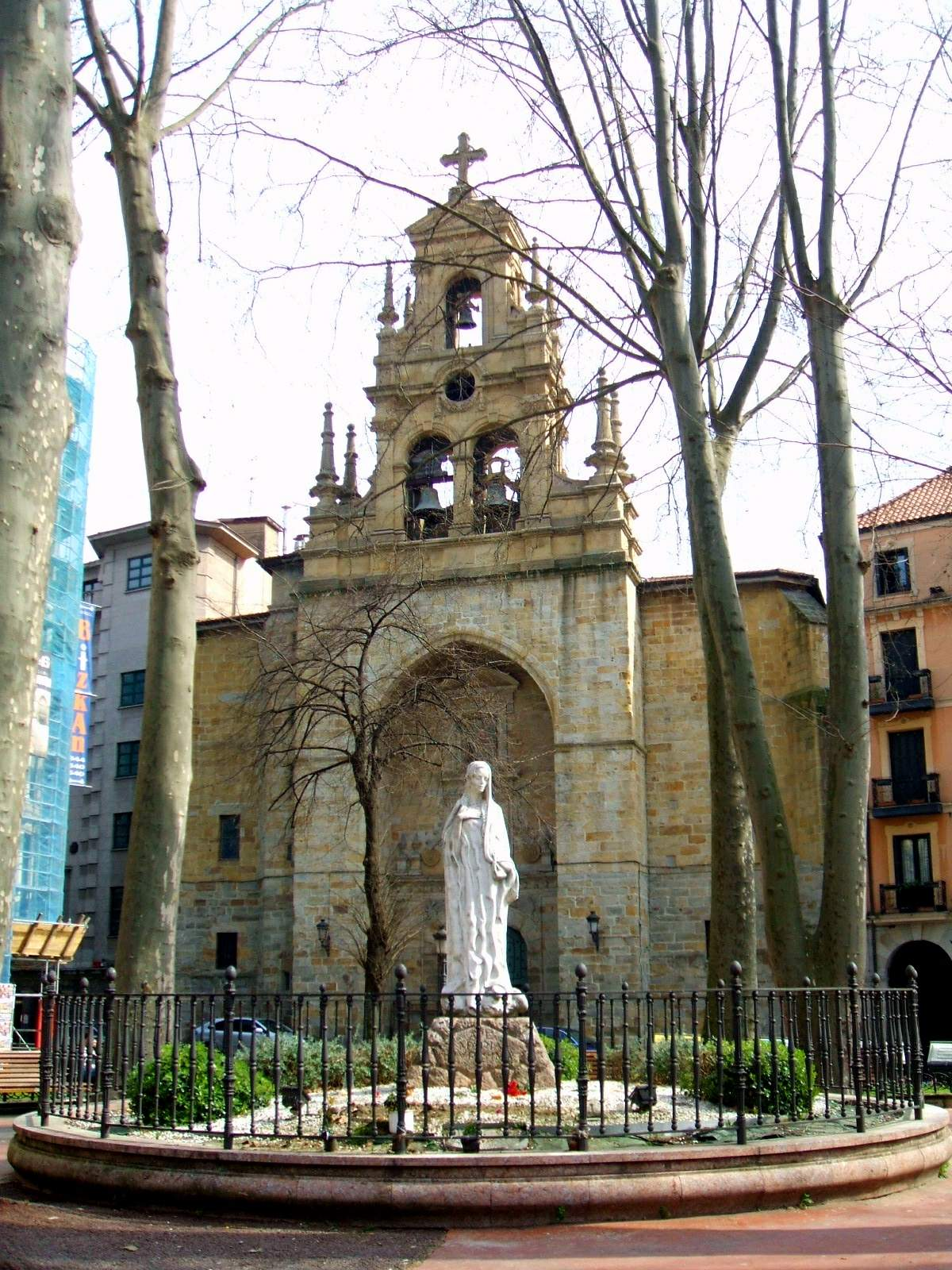
Estatua de la Virgen Inmaculada con la iglesia de San Vicente Mártir al fondo
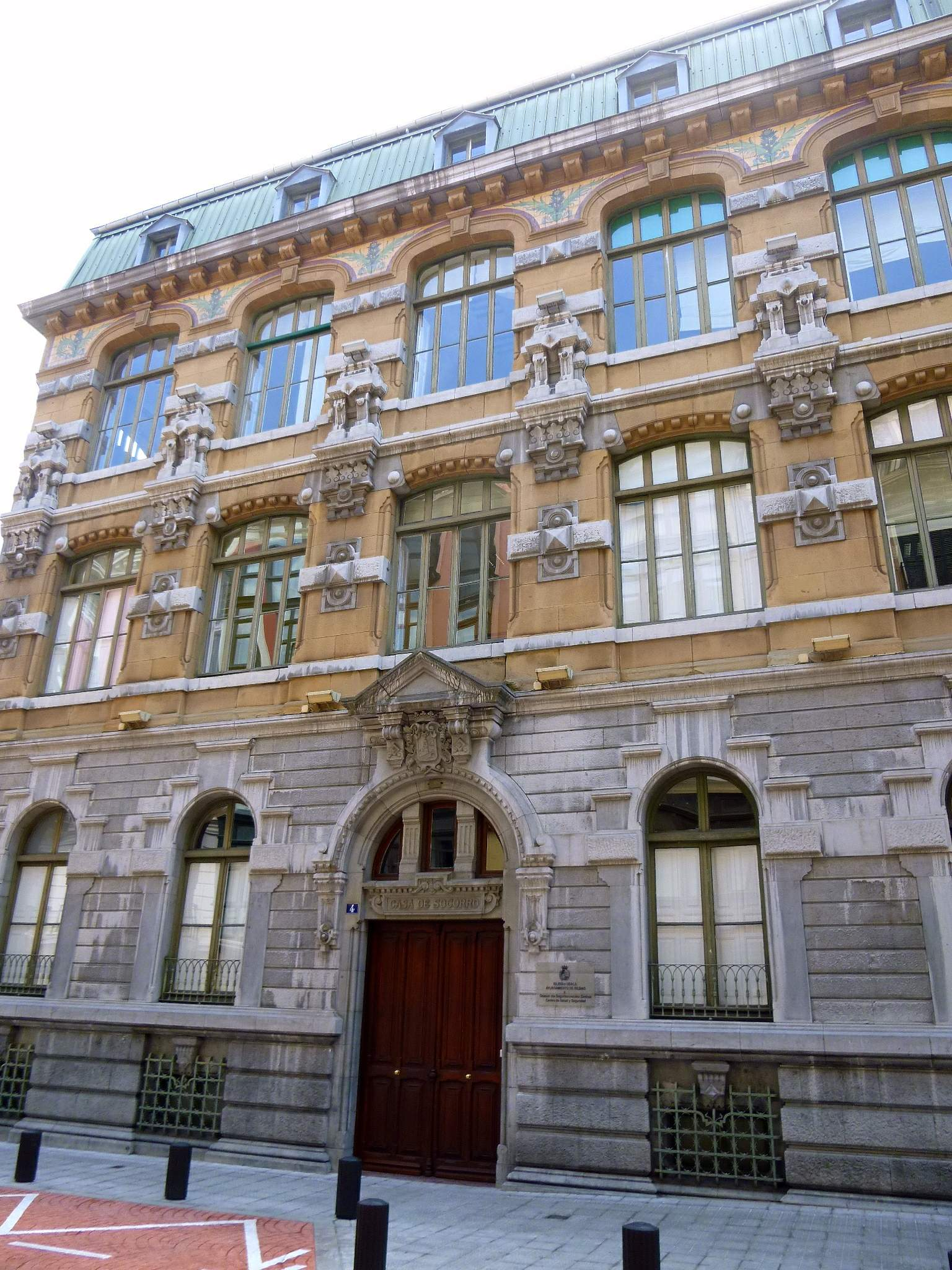
Casa de Socorro del Ensanche
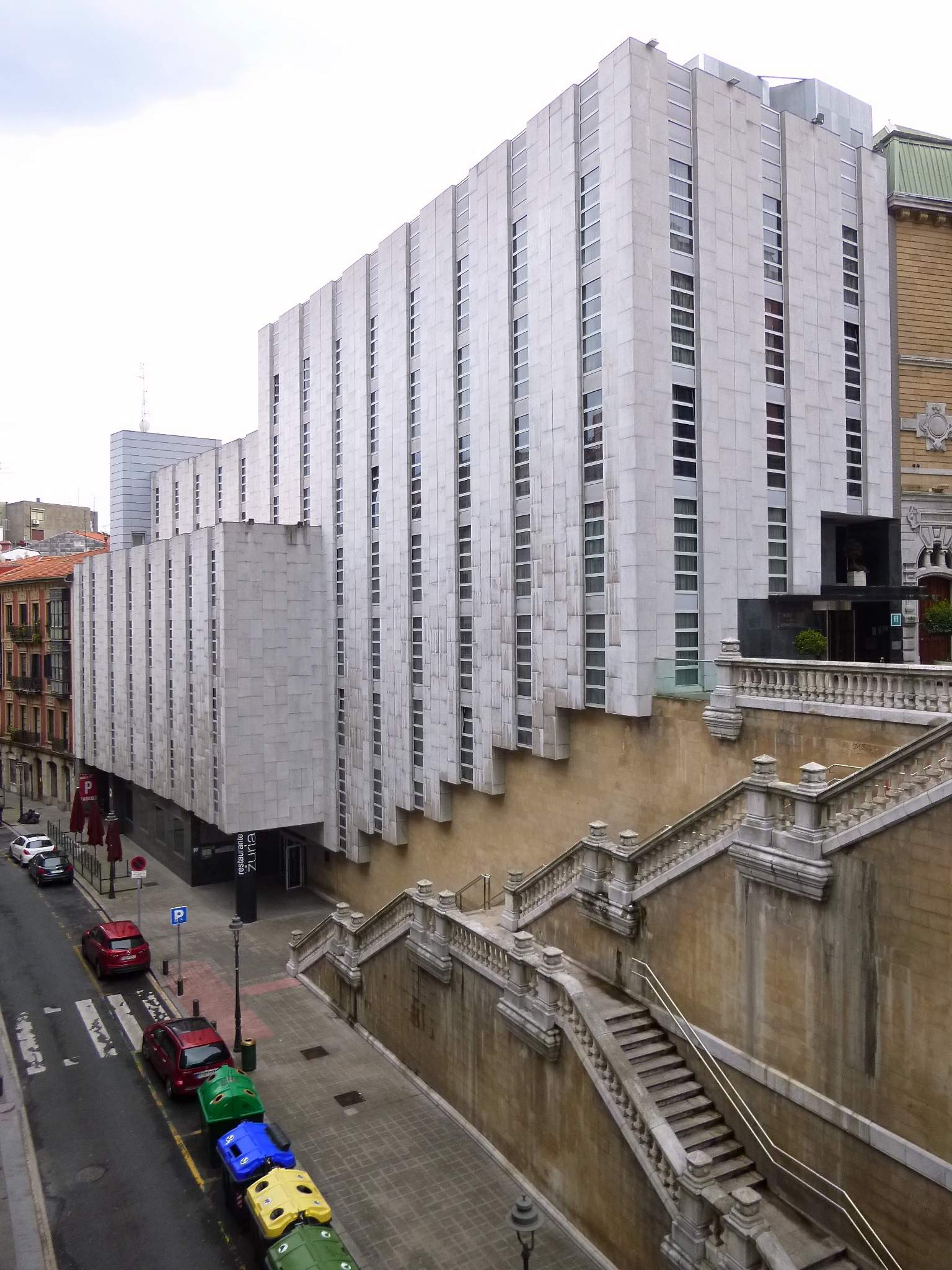
Hotel Mercure Bilbao Jardines de Albia
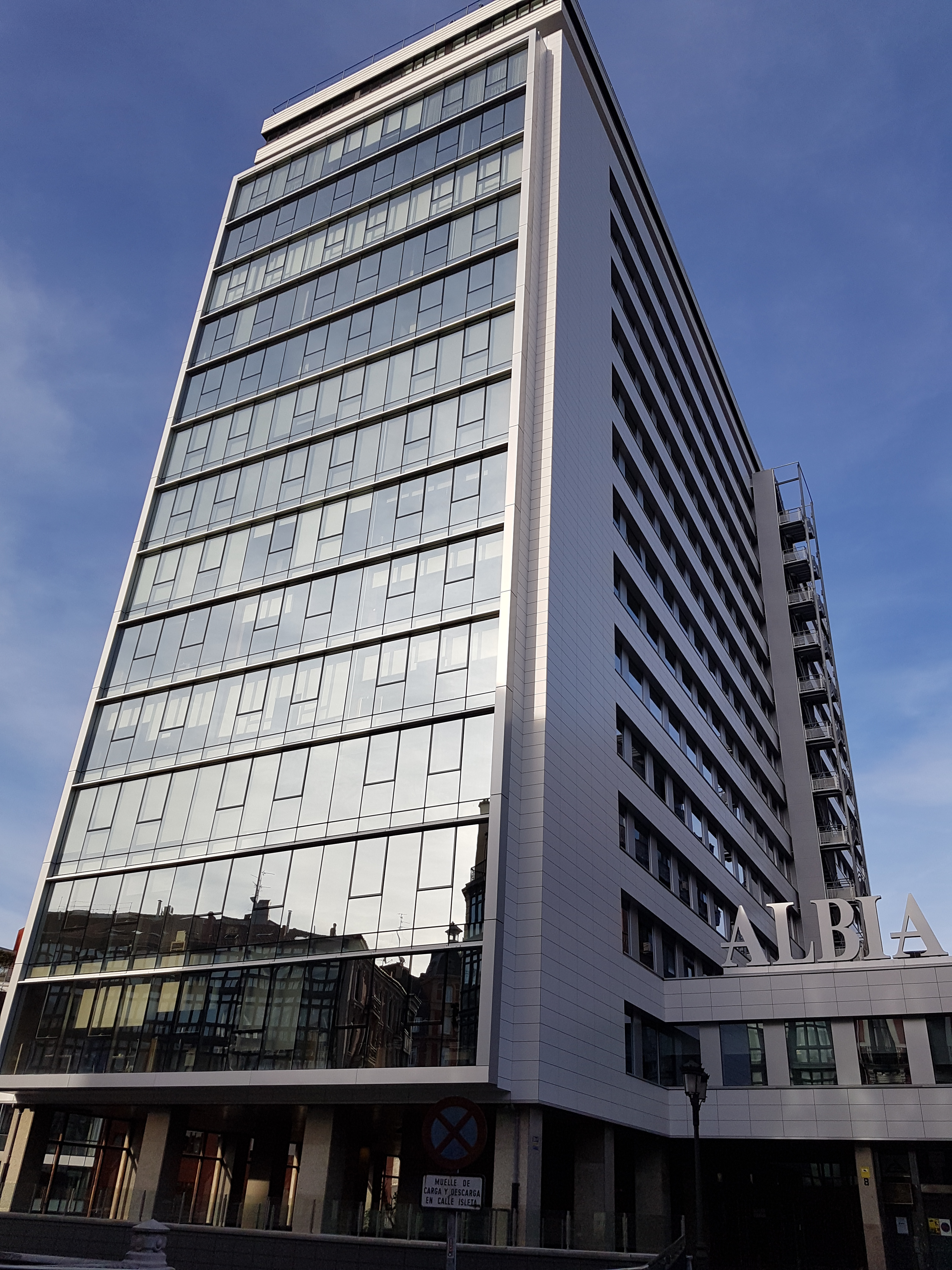
Edificio Albia con su nueva fachada en color blanco
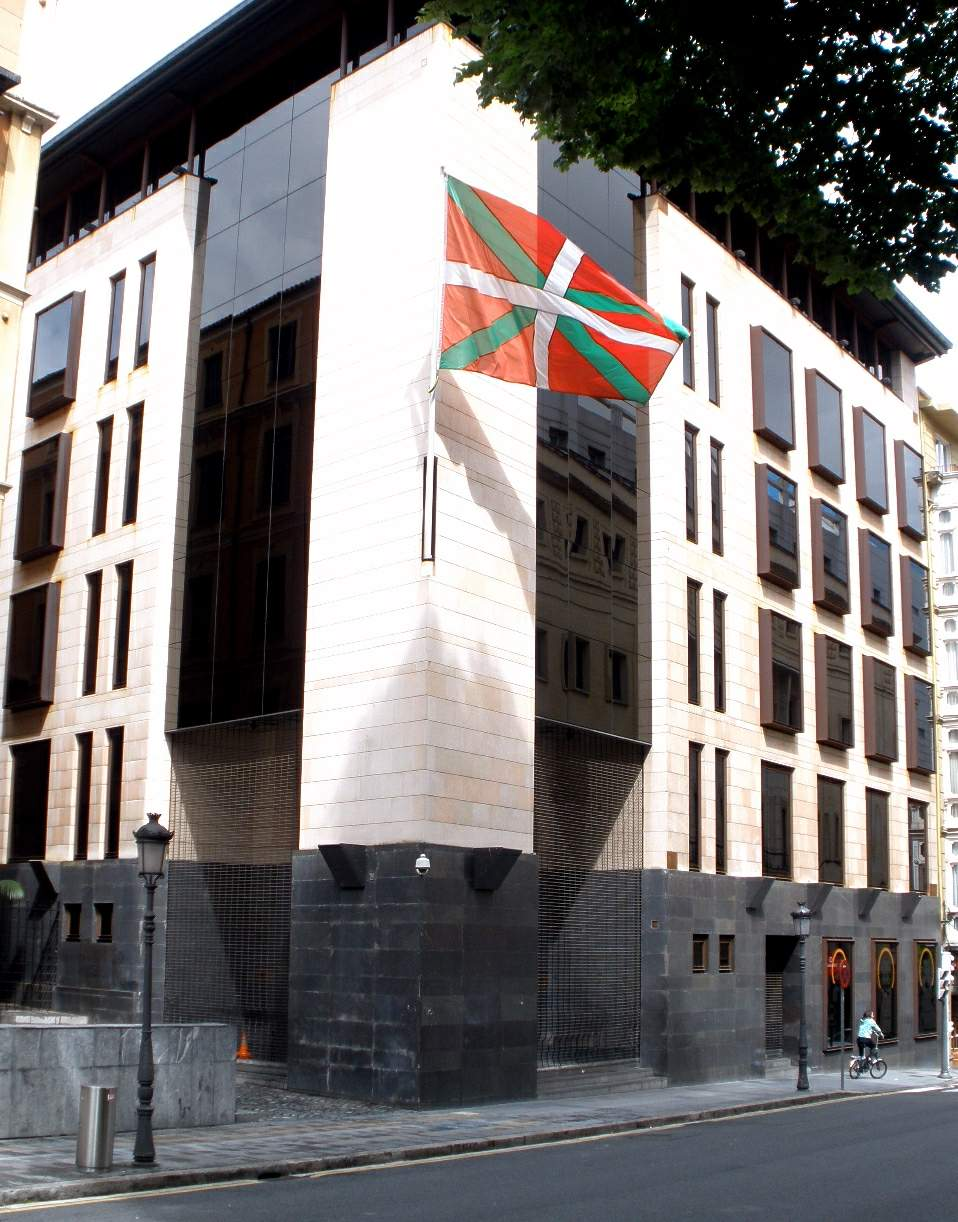
Sabin Etxea
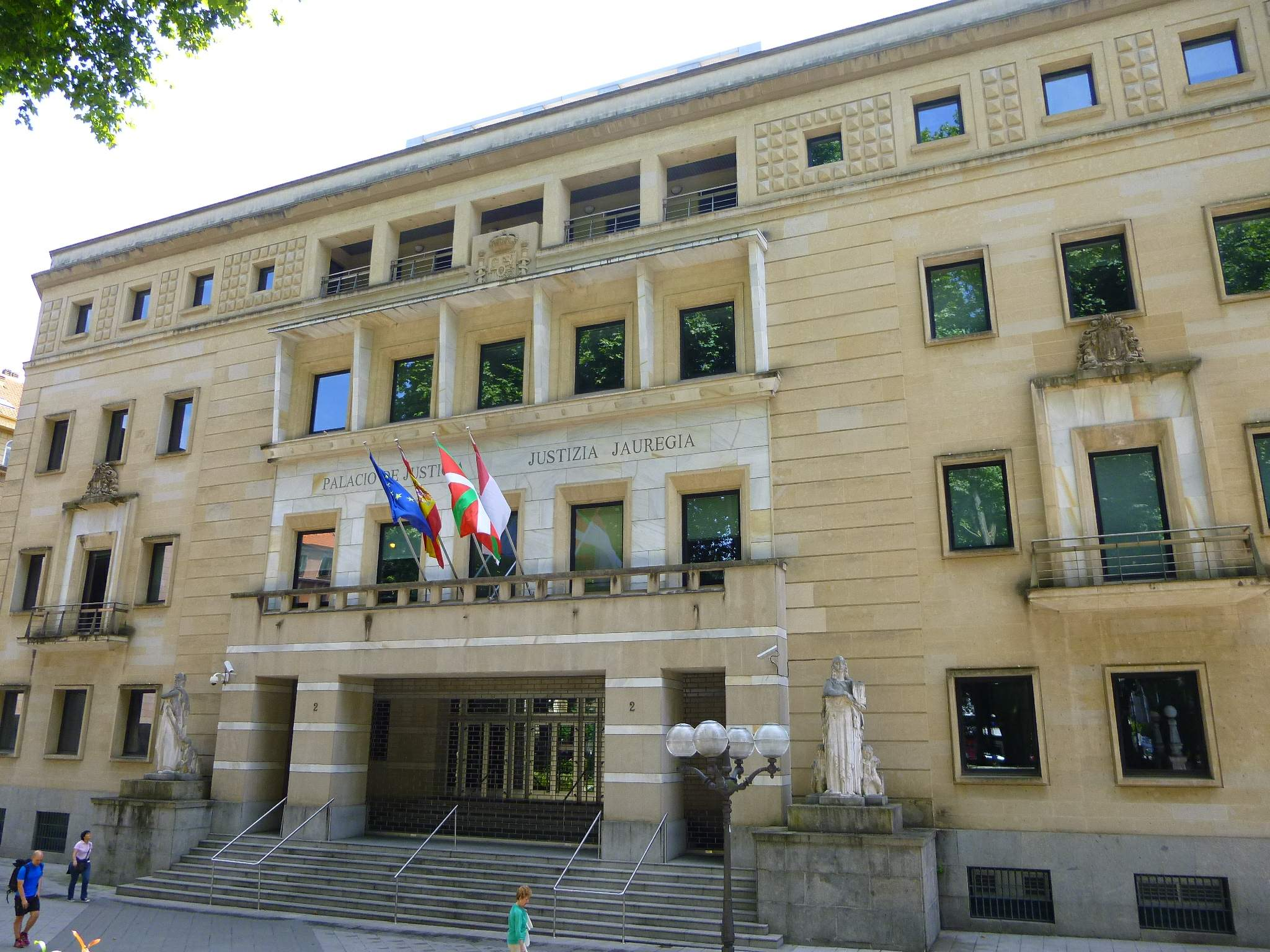
Palacio de Justicia de Bilbao
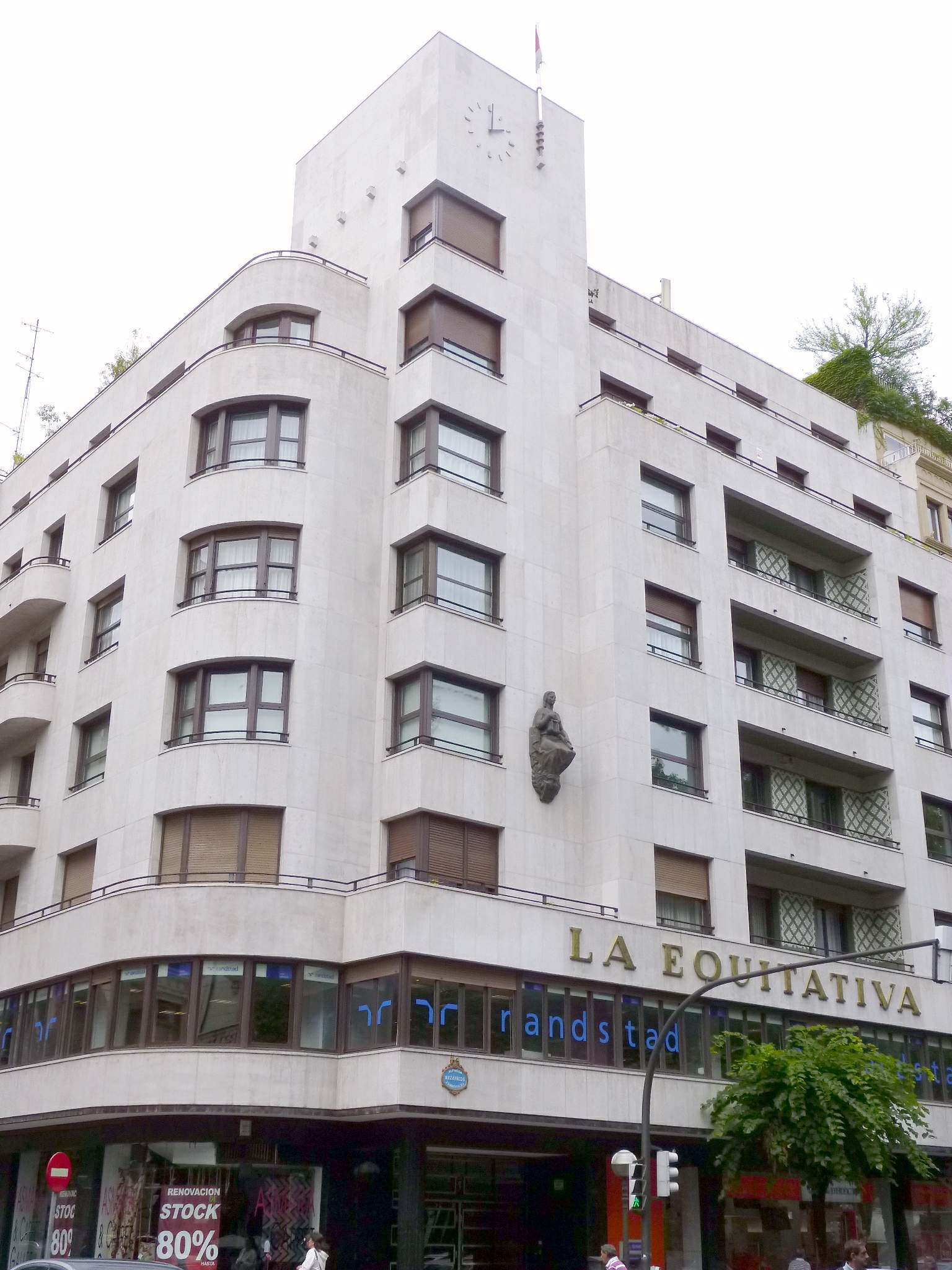
Edificio La Equitativa
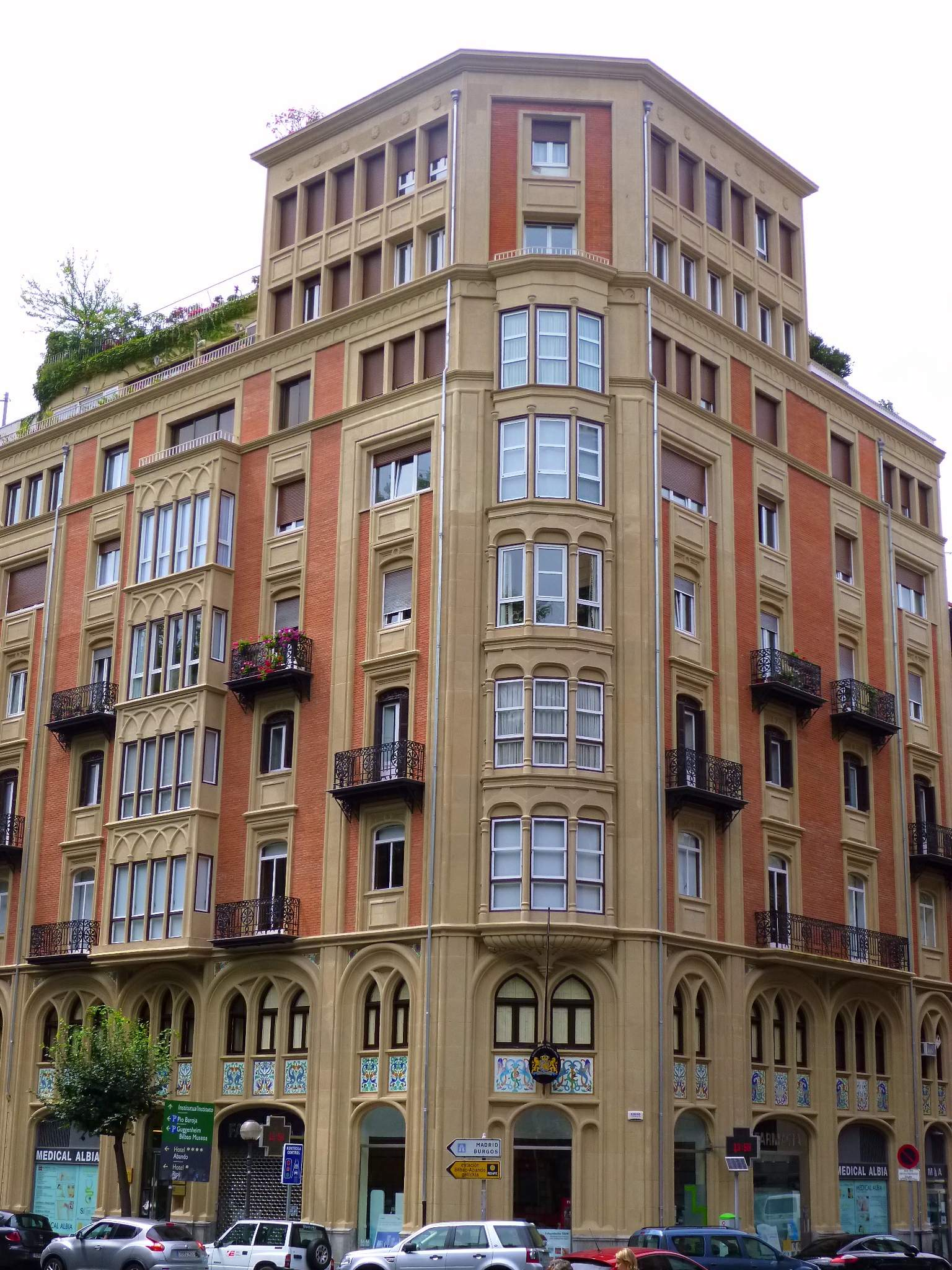
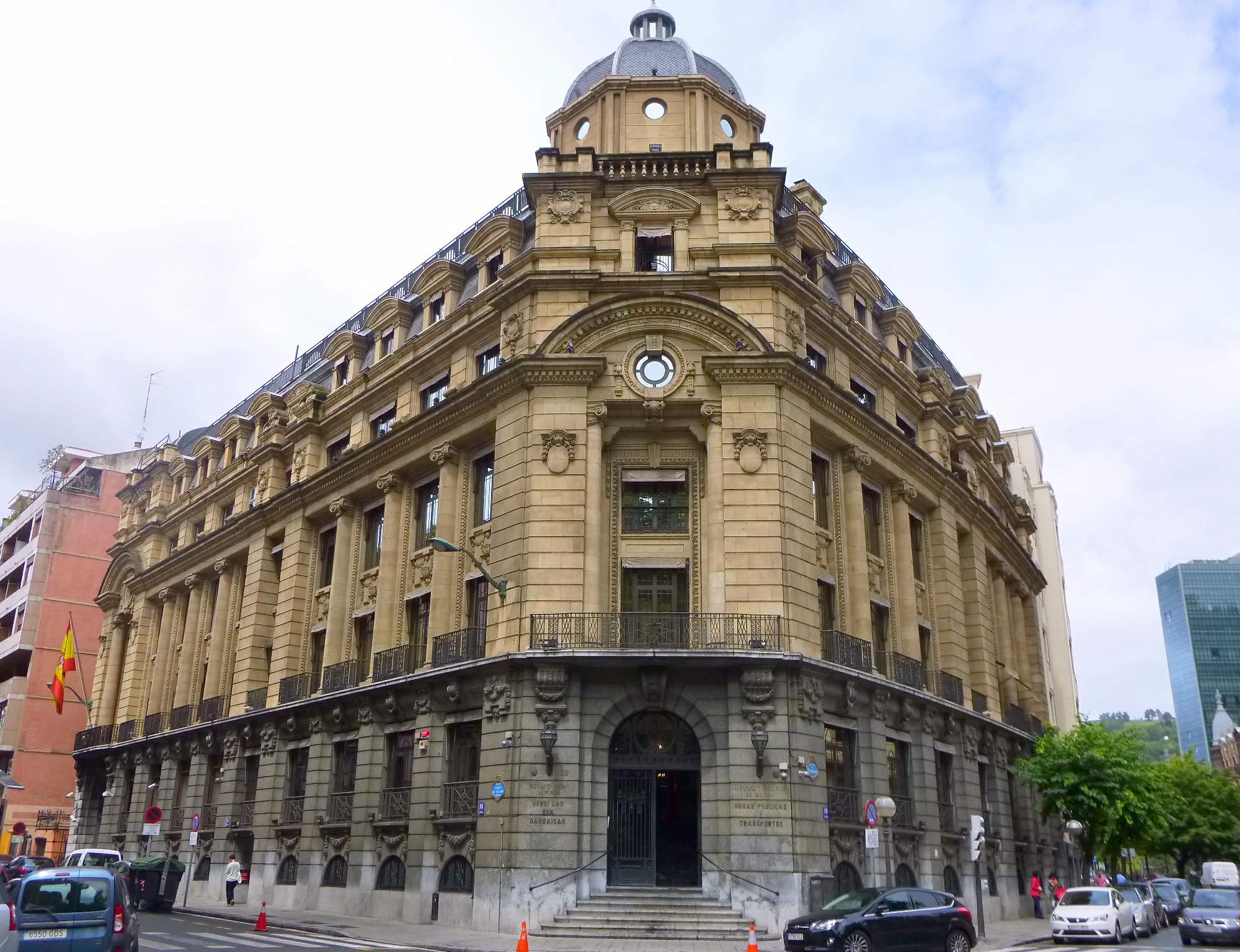
Departamento de Obras Públicas de la Diputación Foral de Bizkaia (antiguas oficinas Sota-Aznar)